# Drosera cuneifolia
Espèce
Classification phylogénétique
Drosera cuneifolia est une espèce vivace de Drosera, de la famille des Droseraceae. Originaire du Cap en Afrique du Sud, elle a été décrite en 1782 par Carl von Linné le Jeune.